# صموئيل باتس
صموئيل باتس (بالإنجليزية: Samuel Butts)‏ هو عسكري أمريكي، ولد في 24 نوفمبر 1777، وتوفي في 27 يناير 1814.